# ペテル・ジョンタ
ペテル・ジョンタ（Peter Žonta、1979年1月9日 - ）は、スロベニア、リュブリャナ出身の元スキージャンプ選手。

## プロフィール
1995年12月8日、15歳でフィラハ（オーストリア）のワールドカップにデビュー、46位だった。
16歳の誕生日を目前にしたインスブルックで15位となる。2月のノルディックスキージュニア世界選手権では団体銅メダルを獲得、翌年のジュニア世界選手権では団体金メダルを獲得した。
1998年の長野オリンピックではノーマルヒル39位、ラージヒル28位だった。
4年後のソルトレークシティオリンピックでダミヤン・フラス、プリモジュ・ペテルカ、ロベルト・クラニエッツとともに団体銅メダルを獲得した。
2003/04シーズンのスキージャンプ週間インスブルックでワールドカップ初優勝、ジャンプ週間自己最高の総合3位となった。
このシーズンのワールドカップ総合でも自己最高位の10位となった。
2004/05シーズンに膝を痛め、シーズン途中の2月で競技から離れることとなった。この怪我のため2005/06シーズンを棒に振り、2006/07シーズンに復帰した。
2007年3月にコンチネンタルカップで優勝し、このシーズン限りで現役引退した。